# Mírala, míralo
"Mírala, míralo" es una canción y el segundo sencillo lanzado para el quinto álbum de estudio Libre de la cantante y compositora mexicana de rock Alejandra Guzmán a principios del mes de noviembre el año 1993 por la discográfica BMG U.S. Latín. La canción fue escrita por Gianpietro Felisatti, José Ramón García Flórez & Cayre Marella. Esta canción fue otra de sus primeras exitosas y del álbum de igual manera que las canciones Mala hierba y Yo te esperaba.

## Videoclip
Se grabó en 1993 y es de tipo artístico mostrando a dos personas (hombre y mujer) que son el ángel y el demonio y estando en diferentes posiciones.

## Lista de canciones

### Sencillo - CD[9]
| Mírala, míralo — Single |                  |          |  |
| N.º                     | Título           | Duración |  |
| 1.                      | «Mírala, míralo» | 4:04     |  |